# Патерно (Базиликата)
Патерно (итал. Paterno) — коммуна в Италии, расположена в регионе Базиликата, подчиняется административному центру Потенца.
Население составляет 3967 человек, плотность населения составляет 102 чел./км². Занимает площадь 39,25 км². Почтовый индекс — 85050. Телефонный код — 0975.
Покровительницей коммуны почитается Пресвятая Богородица (Богоматерь Кармельская). Праздник ежегодно празднуется 16 июля.